# Rhanidophora agrippa
Rhanidophora agrippa is een vlinder uit de familie spinneruilen (Erebidae). De wetenschappelijke naam is voor het eerst geldig gepubliceerd in 1899 door Druce.
De soort komt voor in tropisch Afrika.